# マーガレット (ノーフォーク女公)
ノーフォーク女公マーガレット・オブ・ブラザートン（Margaret of Brotherton, Duchess of Norfolk, 1322年ごろ - 1399年3月24日）は、初代ノーフォーク伯トマス・オブ・ブラザートン（イングランド王エドワード1世と2番目の妃マーガレット・オブ・フランスの長男）の娘で女子相続人。1338年にノーフォーク伯位およびアール・マーシャル（軍務伯）の位を継承した。1397年に1代限りのノーフォーク女公に叙せられた。「マーガレット・マーシャル」（Margaret Marshal）とされることもある。

## 家族
マーガレットは初代ノーフォーク伯トマス・オブ・ブラザートンとアリス・ド・ヘイルズの娘として1322年ごろに生まれた。母アリスは1330年頃に亡くなった。父方の祖父母はエドワード1世とフランス王フィリップ3世の娘マーガレット・オブ・フランスである。また、母方の祖父母はノーフォークのロッドンのヘイルズ・ホールのサー・ロジャー・ド・ヘイルズとその妻アリス・スコーガンである。マーガレットには2人のきょうだいがいた。　
- エドワード - 初代マーチ伯ロジャー・モーティマーの娘ベアトリスと結婚したが、1334年8月9日以前に子供が無いまま死去[5]。
- アリス - サー・エドワード・モンタギューと結婚

## 生涯
1335年、マーガレットは第4代セグレイヴ男爵ジョン・セグレイヴと結婚し、2男2女の計4人の子供をもうけた。1350年、マーガレットは結婚適齢期前に結婚（つまり婚約）していたこと、そして同棲に同意したことは一度もないことを理由に、婚姻無効を求めた。彼女は、教皇に直接婚姻無効を訴えるため大陸に渡るつもりであることを明らかにした。エドワード3世はマーガレットがイングランドを離れることを禁じたが、マーガレットはフランス王フィリップ6世から通行許可証を取得し、身分を隠して出発した。
エドワード3世の意図には、マーガレットの子供たちを嫡出のままにしておくことも含まれていた。マーガレットと夫の結婚が無効とされた場合、第4代セグレイヴ男爵ジョン・ド・セグレイヴとの間に生まれた子供たちは庶子とみなされ、エドワード3世が計画していたプランタジネット王家との結婚に支障をきたすことになるからである。マーガレットと第4代セグレイヴ男爵の息子で相続人であるジョン・ド・セグレイヴは、国王のはとこで国王の最も信頼のおける司令官の1人である初代ランカスター公ヘンリー・オブ・グロスモントの娘で共同相続人であるブランシュ・オブ・ランカスターと結婚する契約を結んでいたが、この結婚契約は後に無効とされた。
1349年頃、第4代セグレイヴ男爵ジョン・ド・セグレイヴは、第3代モウブレー男爵ジョン・ド・モウブレーと最初の妻である第2代ブローズ男爵ウィリアム・ド・ブローズの娘アリーヌ・ド・ブリューズとの間に生まれた娘ブランシュ・ド・モウブレーと結婚し、ジョン・ド・セグレイヴの妹エリザベス・ド・セグレイヴは、ブランシュ・ド・モウブレーの兄弟である第4代モーブレー男爵ジョン・ド・モウブレーと結婚する二重結婚が行われた。教皇クレメンス6世は、ヘンリー・オブ・グロスモントの要請により、両親間の争いを防ぐため、この結婚に教皇の特許状を与えた。ジョン・ド・セグレイヴは1353年頃に亡くなり、エリザベス・ド・セグレイヴは第5代セグレイヴ女男爵となった。
二重結婚から2年後、かつマーガレットが婚姻無効を求めた1年後（1351年）、エドワード3世はマーガレットが禁令に反してイギリス海峡を渡ったとして告発した。この事件に関する異端審問では、マーガレットが不法に海峡を渡り、将来の夫であるサー・ウォルター・マニー（初代マニー男爵）の召使いと会ったことが示されている。マニー男爵はマーガレットが気付かれずに通り抜けられるように足でランタンを壊し、フランス滞在中のマーガレットの保護者となった。この事件とマニー男爵の召使いの関与は、マーガレットが婚姻無効を求めた本当の動機（マーガレットがマニー男爵との結婚を望んだ）を示している。
婚姻無効の訴訟は、最終的に教皇の監査人であるポワティエの聖ヒラリー修道院長によって審理された。しかし、マーガレットの最初の夫は、婚姻無効が確定する前に1353年に亡くなった。その後まもなく、1354年5月30日の直前に、彼女は国王の許可なく、初代マニー男爵ウォルター・マニーと結婚した。この結婚生活は18年間続き、1372年1月8日または13日にマニー男爵がロンドンで亡くなるまでに3人の子供をもうけた。
1397年9月29日、マーガレットは1代限りのノーフォーク女公に叙せられた。マーガレットは1399年3月24日に亡くなり、ロンドンのグレイフライアーズ教会の聖歌隊席に埋葬された。
マーガレットの遺言執行者はジョン・シルビーとウォルター・フィッツ・ピアーズであると伝えられており、彼らは1399年にマーガレットの領地に支払った金銭を回収しようとしていたとされている。

## 居城
マーガレットは、父トマス・ド・ブラザートンが初代ノーフォーク伯であった頃に、サフォークにあるフラムリンガム城で生まれた。この城はマーガレットが生まれる前に、伯父のエドワード2世から父に贈られたもので、マーガレットが幼少期を過ごした場所であった。父の死後、マーガレットがこの城を継承した。

## 結婚と子女
1335年ごろに第4代セグレイヴ男爵ジョン・ド・セグレイヴと結婚し、2男2女をもうけた。
- ジョン - 早世[14]
- ジョン（1353年4月1日没） - 初代ランカスター公ヘンリー・オブ・グロスモントの娘で共同相続人であブランシュ・オブ・ランカスターとの結婚が約束されていた。しかし、この契約は後に無効とされ[9]、ブランシュは後にエドワード3世の息子ジョン・オブ・ゴーントと結婚した。1349年頃、ジョン・セグレイブがブランシュ・モウブレーと結婚し、ジョンの妹エリザベス・セグレイブがブランシュ・モウブレーの兄弟ジョンと結婚するという二重の結婚が行われた。
- エリザベス - 第4代モウブレー男爵ジョン・ド・モウブレーと結婚[9]
- マーガレット（1353年以前没） - 早世[9]

1354年5月30日より前に、国王裁可なく初代マニー男爵ウォルター・マニーと結婚し、1男2女をもうけた。
- トマス（1357年 - 1362年） - デプトフォードの井戸で溺死[9]
- アン（1355年 - 1384年） - 第2代マニー女男爵。第2代ペンブルック伯ジョン・ヘイスティングスと結婚[9]。この結婚で一人息子の第3代ペンブルック伯ジョン・ヘイスティングスが生まれた。第3代ペンブルック伯ジョンはまず1380年にジョン・オブ・ゴーントの娘エリザベス・オブ・ランカスターと結婚したが、6年後にこの結婚は無効とされた。次に第3代マーチ伯エドマンド・モーティマーの娘フィリッパ・モーティマーと結婚したが、17歳で馬上槍試合の事故で子供を残さずに亡くなった。第3代ペンブルック伯ジョンの死により、ペンブルック伯位とマニー男爵位は断絶し、ヘイスティングス男爵位は従兄弟の第6代ヘイスティングス男爵ジョン・ヘイスティングスに受け継がれた。
- イザベル（1358年以前 - 1371年11月30日以前）[9]

## 爵位の継承
兄が子孫を残さずに亡くなったため、1338年に父が亡くなった後、マーガレットはノーフォーク伯位とアール・マーシャルの職を継承した。マーガレットはアール・マーシャルの職に就いた唯一の女性である。